# 50
Вижте пояснителната страница за други значения на 50.
50 (петдесета) година е обикновена година, започваща в четвъртък по юлианския календар.

## Събития

### В Римската империя
- Десета година от принципата на Тиберий Клавдий Цезар Август Германик (41-54 г.)
- Консули на Римската империя са Гай Антисций Вет и Марк Суилий Нерулин.
- 25 февруари – император Клавдий официално осиновява синът на своята съпруга Агрипина Луций Домиций Ахенобарб, който получава името Нерон Клавдий Цезар Друз Германик.[1]
- Агрипина получава титлата августа.[2]
- Селището на брега на река Рейн, в което през 15 г. е родена Агрипина е въздигнато до ранг на римска колония и заселено с ветерени легионери. В чест на императрицата и Клавдий то получава името Colonia Claudia Ara Agrippinensium (днес това е германският град Кьолн).[3]
- Управителят на провинция Горна Германия Публий Помпоний Секунд отбива нашествие на части от германското племе хати.[4]
- Римляните се научават да използват сапуна от галите.

## Родени
- Епиктет, древногръцки философ-стоик (умрял 138 г.)
- Цай Лун, китайски изобретател на хартията

## Починали
- Абгар, владетел на Осроене
- Авъл Корнелий Целз, римски енциклопедист (роден ок. 25 г. пр.н.е.)
- Федър, римски баснописец и поет-сатирик (роден ок. 15 г. пр.н.е.)[5]